# Your Friend and Mine
Your Friend and Mine es una película de drama mudo estadounidense de 1923 dirigida por Clarence G. Badger y protagonizada por Enid Bennett, Huntley Gordon, y Willard Mack. La película está basada en la obra del mismo nombre de Mack.

## Reparto
- Enid Bennett como Patricia Stanton
- Huntley Gordon como Hugh Stanton
- Willard Mack  como Ted Mason
- Rosemary Theby como Mrs. Beatrice Mason
- J. Herbert Frank como Victor Reymier
- Otto Lederer como Andrea Mertens
- Allene Ray como Marie Mertens

## Preservación
No hay copias de Your Friend and Mine ubicadas en archivos cinematográficos, siendo considerada una película perdida.